# Герасим Иорданский
Гера́сим Иорда́нский (греч. Γεράσιμος ὁ ἐν ᾿Ιορδάνῃ; Авва Герасим; ум. 475) — христианский монах и святой V века. Память святому Герасиму совершается в Православной церкви 4 марта (по юлианскому календарю), а в Католической церкви — 5 марта.

## Жизнеописание
Родился в Ликии (южная часть Малой Азии) в богатой семье, в миру носил имя Григорий. Оставив семейное богатство и мирские дела, стал монахом. Святой подвизался в пустыне Египта и позднее, около 450 года, пришёл на берег реки Иордан в Палестине, где основал монастырь и стал его настоятелем. Как пишет Кирилл Скифопольский в житии Евфимия Великого, Герасим одно время был сторонником ереси Евтихия и Диоскора, но вскоре раскаялся в своих заблуждениях. Святой умер около 475 года.
Широко известна история о приручении Аввой Герасимом дикого льва, которого святой вылечил от ран: «Льву дано было имя „Иордан“. После этого он часто приходил к старцу, принимал от него пищу и не отлучался из обители более пяти лет». Лев, согласно житию, умер на его могиле и был погребён рядом со святым Герасимом. Этот сюжет жития святого стал основой многочисленных изображений Герасима, у ног которого лежит лев.
Сведения о жизни преподобного Герасима известны из житий Евфимия Великого и Кириака Отшельника, а также «Луга духовного» Иоанна Мосха (описана история о льве).

## Иконография

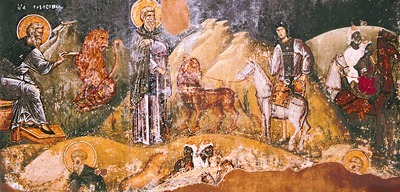
Фреска церкви Святого Николая Орфаноса

Изображения Герасима Иорданского до XII века неизвестны. Самое раннее из известных изображений — фреска в соборе Рождества Пресвятой Богородицы новгородского Антониева монастыря (1125 год). С начала XIV века начинают изображать житийный цикл преподобного Герасима. Самый ранний находится в церкви Святого Николая Орфаноса в Салониках и относится к 1309—1319 годам.
Житийный сюжет, рассказывающий о преподобном Герасиме и льве, стал не только иконописной традицией, но помещался и в лицевых Минеях. Относительно его написания иконописный подлинник XVIII века указывает: "…лев под ногами его вохрян, [Г. И.] рукою благословляет, а в левой свиток, а в свитце глаголет: Именем Господним зверь повиновение имеет, а Инде пишет: "сие повиновение имели ко Адаму зверие " ".